# Les Chéris
Les Chéris est une ancienne commune française, située dans le département de la Manche en région Normandie, devenue le 1er janvier 2016 une commune déléguée au sein de la commune nouvelle de Ducey-Les Chéris.
Elle est peuplée de 257 habitants.

## Géographie
| Marcilly | Marcilly | Le Mesnil-Ozenne                         |
| Marcilly | Chéris   | Le Mesnil-Ozenne                         |
| Ducey    | Ducey    | Chalendrey (comm. ass. à Isigny-le-Buat) |

## Toponymie
Le nom de la localité est attesté sous les formes nemus des Charriz (sans date), Escheriz vers 1200, Eschariz en 1221, Escheriz en 1371 et 1372, Cheris en 1612 et en 1636, les Cherits en 1677, les Cheris en 1716, les Chéris en 1828 et en 1829.
Les Chéris est un toponyme médiéval précoce (du fait de l'absence initiale d'article) issu de l'ancien l'adjectif eschari, escheri employé au pluriel. Ernest Nègre a vu dans ce mot le sens de « pauvre », d'où celui de « terres pauvres ». Fausse graphie pour L'Escheris, Escheri est une forme dialectale de eschari; participe passé du verbe escharir « partager », altération d’Escheriz, mentionné au XIVe siècle, se rapportant à « une terre partagée ». D'où sans doute : « les parts » ou « les parcelles ». Le mot a signifié plus particulièrement « peu considérable, peu nombreux, peu peuplé », le sens de « peu peuplé », conviendrait aussi bien que « pauvre »[réf. nécessaire].
Le gentilé est Chérisien.

## Histoire
Au XIIIe siècle, Roland Avenel est seigneur des Biards et des Chéris. Il donne l'église à l'abbaye de Montmorel de Poilley qui l'érige en prieuré-cure.

## Politique et administration

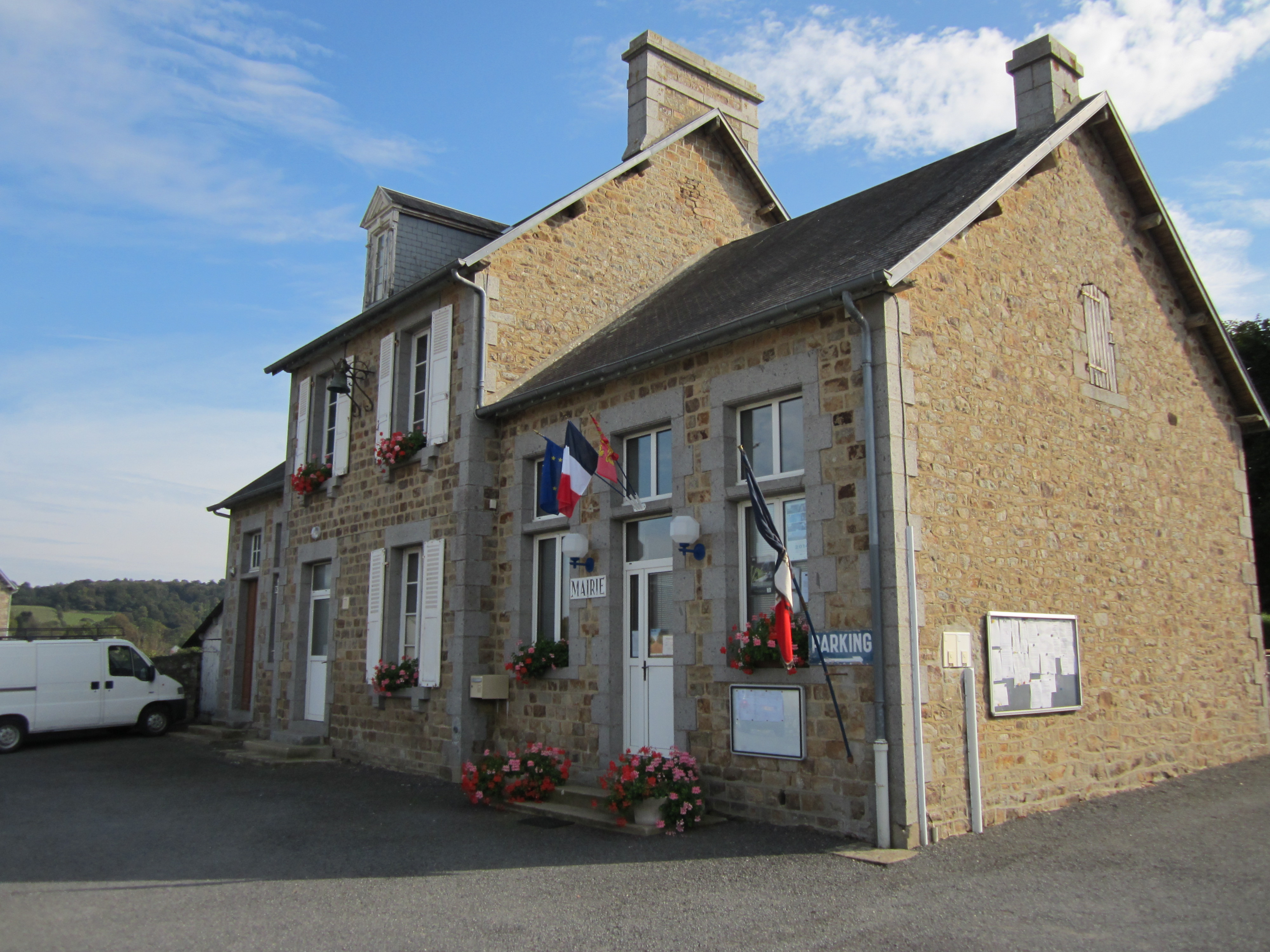
Mairie.

| Période                                                                                        | Période      | Identité                           | Étiquette | Qualité                |
| ---------------------------------------------------------------------------------------------- | ------------ | ---------------------------------- | --------- | ---------------------- |
| 1790                                                                                           | 1790         | Charles Pierre Aucher              |           |                        |
| 1791                                                                                           | 1791         | Jean Le Bocey                      |           |                        |
| 1792                                                                                           | 1792         | Jean Aucher                        |           |                        |
| ...1793                                                                                        | 1794...      | Charles Pierre Aucher              |           |                        |
| ...1796                                                                                        | 1798         | Louis Aucher                       |           |                        |
| 1798                                                                                           | 1798         | Jean Baptiste Le Bocey             |           |                        |
| ...1799                                                                                        | 1800         | Charles Pierre Aucher              |           |                        |
| 1800                                                                                           | 1803         | Jean Baptiste Lebocey Parti=       |           |                        |
| 1803                                                                                           | 1808         | Pierre Jean François Levesques     |           |                        |
| 1808                                                                                           | 1821         | Louis Marie Debordes de Chalandrey |           |                        |
| 1821                                                                                           | 1830         | Félix Debordes                     |           |                        |
| janvier 1830                                                                                   | octobre 1830 | Charles Aucher                     |           |                        |
| 1830                                                                                           | 1831         | Michel Pierre Perrouault           |           |                        |
| 1831                                                                                           | 1833         | François Roupnel                   |           |                        |
| 1833                                                                                           | 1848         | Michel Pierre Perrouault           |           |                        |
| 1849                                                                                           | 1855         | Armand François Gilbert            |           |                        |
| 1855                                                                                           | 1862         | Louis-Jean Jouenne                 |           |                        |
| 1862                                                                                           | 1870         | François Ollivier                  |           |                        |
| 1870                                                                                           | 1878         | Armand François Gilbert            |           |                        |
| 1878                                                                                           | 1880         | Armand de Pracontal                |           | Châtelain, agriculteur |
| 1880                                                                                           | 1886         | Comte Max de Pracontal             |           | Militaire              |
| 1886                                                                                           | 1887         | François Ollivier                  |           |                        |
| 1887                                                                                           | 1888         | Adrien Roupnel                     |           |                        |
| 1888                                                                                           | 1900         | Louis Caillou                      |           |                        |
| 1900                                                                                           | 1917         | Adrien Roupnel                     |           |                        |
| 1919                                                                                           | 1941         | Adrien Roupnel                     |           |                        |
| 1941                                                                                           | 1959         | Louis Fortin                       |           |                        |
| 1959                                                                                           | 1989         | Jean-Marie Gautier                 |           |                        |
| 1989                                                                                           | 1995         | Louis Allain                       |           |                        |
| 1995                                                                                           | 2001         | Andrée Trotin                      |           |                        |
| mars 2001                                                                                      | mars 2014    | Roger Masseron                     | SE        |                        |
| mars 2014                                                                                      | mai 2020     | Guy Rouland                        | SE        | Électrotechnicien      |
| Une partie des données est issue d'une liste établie par Jean Pouëssel et Jean-Pierre Gazengel |              |                                    |           |                        |

| Période      | Période  | Identité       | Étiquette | Qualité           |
| ------------ | -------- | -------------- | --------- | ----------------- |
| janvier 2016 | mai 2020 | Guy Rouland    | SE        | Électrotechnicien |
| mai 2020     | En cours | Franck Dallain |           | Infirmier         |

## Démographie
L'évolution du nombre d'habitants est connue à travers les recensements de la population effectués dans la commune depuis 1793. À partir du 1er janvier 2009, les populations légales des communes sont publiées annuellement dans le cadre d'un recensement qui repose désormais sur une collecte d'information annuelle, concernant successivement tous les territoires communaux au cours d'une période de cinq ans. 
Pour les communes de moins de 10 000 habitants, une enquête de recensement portant sur toute la population est réalisée tous les cinq ans, les populations légales des années intermédiaires étant quant à elles estimées par interpolation ou extrapolation. Pour la commune, le premier recensement exhaustif entrant dans le cadre du nouveau dispositif a été réalisé en 2004,.
En 2022, la commune comptait 257 habitants, en évolution de −1,91 % par rapport à 2016 (Manche : +0,44 %, France hors Mayotte : +2,49 %).
| 1793 | 1800 | 1806 | 1821 | 1831 | 1836 | 1841 | 1846 | 1851 |
| ---- | ---- | ---- | ---- | ---- | ---- | ---- | ---- | ---- |
| 369  | 402  | 480  | 474  | 459  | 573  | 563  | 536  | 529  |

| 1856 | 1861 | 1866 | 1872 | 1876 | 1881 | 1886 | 1891 | 1896 |
| ---- | ---- | ---- | ---- | ---- | ---- | ---- | ---- | ---- |
| 537  | 505  | 487  | 492  | 464  | 438  | 435  | 429  | 421  |

| 1901 | 1906 | 1911 | 1921 | 1926 | 1931 | 1936 | 1946 | 1954 |
| ---- | ---- | ---- | ---- | ---- | ---- | ---- | ---- | ---- |
| 420  | 376  | 352  | 327  | 320  | 322  | 318  | 313  | 307  |

| 1962 | 1968 | 1975 | 1982 | 1990 | 1999 | 2004 | 2009 | 2014 |
| ---- | ---- | ---- | ---- | ---- | ---- | ---- | ---- | ---- |
| 260  | 251  | 212  | 232  | 240  | 234  | 238  | 262  | 264  |

| 2018 | - | - | - | - | - | - | - | - |
| ---- | - | - | - | - | - | - | - | - |
| 255  | - | - | - | - | - | - | - | - |

## Lieux et monuments

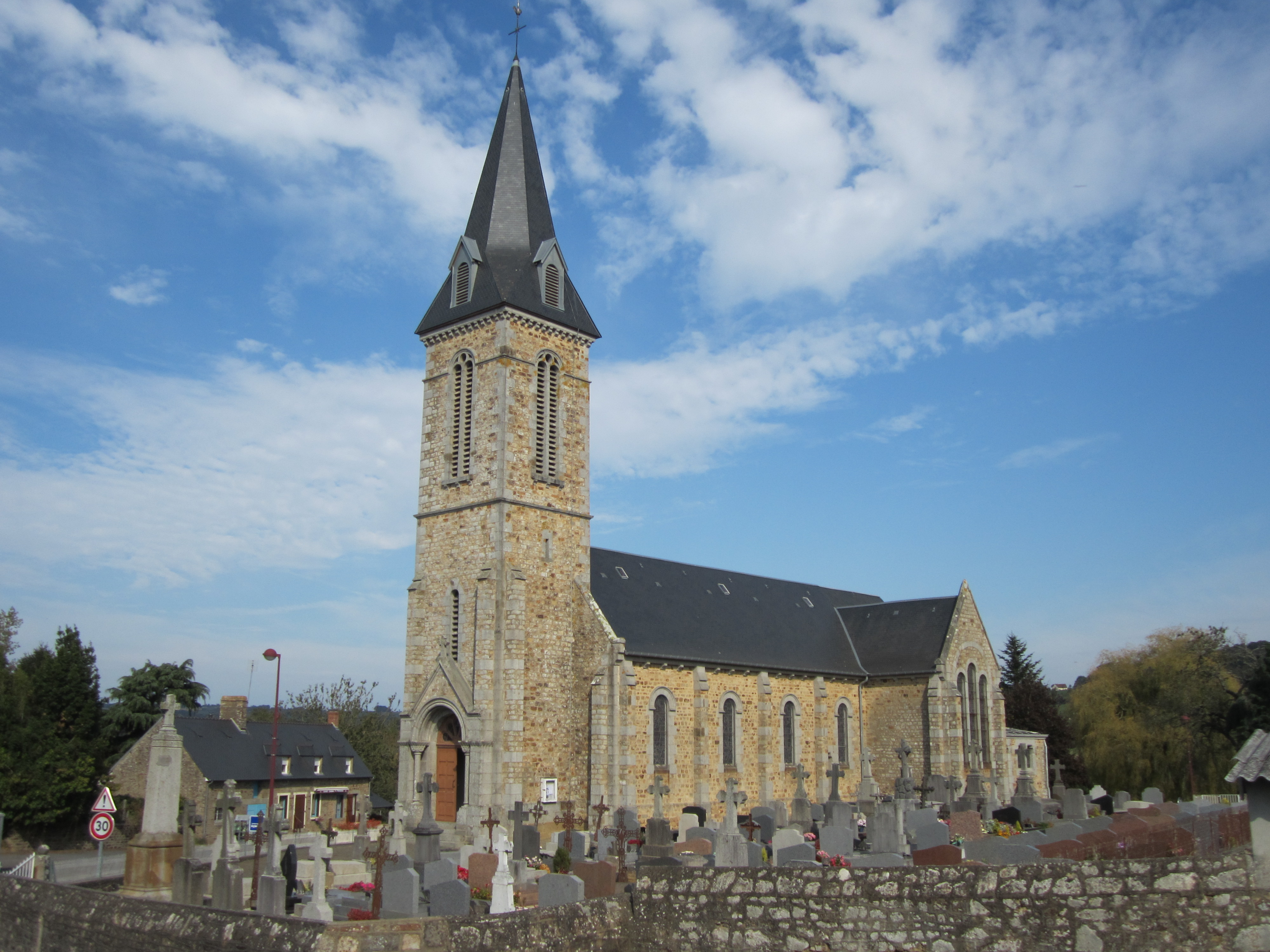
Église Saint-Médard-et-Saint-Gildas.

- Église Saint-Médard et Saint-Gildas (XIIe – XXe siècles). Elle fut gravement endommagée par la tempête de 1999 et restauré en 2002[21] ; par exemple le coq fut retrouvé dans un jardin. Elle abrite des fonts baptismaux (XIXe), une statue de saint Jean Baptiste, une verrière (XXe) de Muraire, maître-verrier à Évreux[13].
- Rives de l'Oir.
- Château du Plantis (XVIe – XIXe siècles) et sa chapelle.
- Château du Bois-Avenel (XIXe siècle) et son parc recensé à l'Inventaire général du patrimoine culturel[22]. Il fut la possession d'Armand de Pracontal (1816-1880), maire de la commune, qui développa un élevage bovin basé sur la race « Alderney »[13].
- Presbytère, ancien prieuré.
- Croix de chemin (1709) au village de l'Hôpital.
- Lavoir restauré.
- Chapelle.
- Bois Avenel.
- Jardin des Eschéris de 6 000 m2.